# Camalcolaimus dolichocercus
Camalcolaimus dolichocercus är en rundmaskart. Camalcolaimus dolichocercus ingår i släktet Camalcolaimus, och familjen Leptolaimidae. Arten är reproducerande i Sverige.